# Diary of a Wimpy Kid

Rodrick é o Cara, 2º livro da série

A Gota d'Água, 3º livro da série

Dias de Cão, 4º livro da série

Casa dos Horrores, 6º livro da série

Segurando Vela, 7º livro da série

Maré de Azar, 8º livro da série

Diary of a Wimpy Kid (no Brasil: Diário de um Banana / em Portugal: O Diário de um Banana) é uma série de livros do gênero ficção escrito pelo cartunista norte-americano Jeff Kinney. O primeiro livro foi publicado no dia 1 de abril de 2007 nos Estados Unidos. 

## Criação

Caindo na Estrada, 9º livro da série

O personagem principal foi criado em Janeiro de 1998 em um pequeno apartamento em Massachusetts. Ao princípio não havia quase nada sobre ele, era só um esboço num papel. Jeff Kinney foi criando esboços e histórias ao longo dos anos até que juntou todas as piadas num só caderno. O resultado foi um caderno de 1300 páginas que foi posto online no site Funbrain.com em 2004. Mas mais de 90% do material escrito não foi para a edição final. Um ano depois a editora New York Times decidiu publicar o "Diário de um Banana" e foi assim que Greg Heffley passou de um caderno de esboços para um livro best-seller internacional traduzido em 28 línguas e com milhões de cópias vendidas em todo o mundo sempre com enorme sucesso. A história baseia-se num garoto que no seu dia-a-dia tem que lidar com os seus irmãos Rodrick e Manny, os seus pais Frank e Susan, e a escola. E além disso tem o desejo de se tornar famoso e popular.
O primeiro livro foi lançado no dia 1 de abril de 2007 e o segundo no dia 1 de fevereiro de 2008. Em 2009 foram lançados dois, o terceiro a 13 de janeiro e o quarto a 12 de outubro. A 9 de novembro de 2010 foi lançado o quinto e é, desde então, lançado todos os anos um novo, sendo o mais recente o 18⁰. Para além destes 18 livros há ainda dois extras, o "Diary of a Wimpy Kid: Do-It-Yourself Book" que foi publicado a 1 de Outubro de 2008 que serve para os leitores escreverem a sua própria história e fazer os seus próprios desenhos, e o "The Wimpy Kid Movie Diary" publicado a 16 de Março de 2010 e que conta a história da criação de Greg e do filme Diary of a Wimpy Kid.

## Livros
| Volume | EUA                                   | Brasil                                    | Portugal                                    |
| ------ | ------------------------------------- | ----------------------------------------- | ------------------------------------------- |
| 1      | Diary of a Wimpy Kid                  | Diário de um Banana                       | O Diário de um Banana: O Toque do Queijo    |
| 2      | Diary of a Wimpy Kid: Rodrick Rules   | Diário de um Banana: Rodrick é o Cara     | O Diário de um Banana: O Rodrick é Terrível |
| 3      | Diary of a Wimpy Kid: The Last Straw  | Diário de um Banana: A Gota d'Água        | O Diário de um Banana: A Última Gota        |
| 4      | Diary of a Wimpy Kid: Dog Days        | Diário de um Banana: Dias de Cão          | O Diário de um Banana: Um Dia de Cão        |
| 5      | Diary of a Wimpy Kid: The Ugly Truth  | Diário de um Banana: A Verdade Nua e Crua | O Diário de um Banana: A Verdade Nua e Crua |
| 6      | Diary of a Wimpy Kid: Cabin Fever     | Diário de um Banana: Casa dos Horrores    | O Diário de um Banana: Tirem-me Daqui!      |
| 7      | Diary of a Wimpy Kid: The Third Wheel | Diário de um Banana: Segurando Vela       | O Diário de um Banana: O Emplastro          |
| 8      | Diary of a Wimpy Kid: Hard Luck       | Diário de um Banana: Maré de Azar         | O Diário de um Banana: Ora, Bolas!          |
| 9      | Diary of a Wimpy Kid: The Long Haul   | Diário de um Banana: Caindo na Estrada    | O Diário de um Banana: Assim Vais Longe     |
| 10     | Diary of a Wimpy Kid: Old School      | Diário de um Banana: Bons Tempos          | O Diário de um Banana: Dantes é que Era     |
| 11     | Diary of a Wimpy Kid: Double Down     | Diário de um Banana: Vai ou Racha         | O Diário de um Banana: Tudo ou Nada         |
| 12     | Diary of a Wimpy Kid: The Getaway     | Diário de um Banana: Apertem os Cintos    | O Diário de um Banana: Põe-te a Milhas!     |
| 13     | Diary of a Wimpy Kid: The Meltdown    | Diário de um Banana: Batalha Neval        | O Diário de um Banana: Vai Tudo Abaixo      |
| 14     | Diary of a Wimpy Kid: Wrecking Ball   | Diário de um Banana: Quebra Tudo          | O Diário de um Banana: De-Mo-Li-Ção         |
| 15     | Diary of a Wimpy Kid: The Deep End    | Diário de um Banana: Vai Fundo            | O Diário de um Banana: Bater no Fundo       |
| 16     | Diary of a Wimpy Kid: Big Shot        | Diário de um Banana: Bola Fora            | O Diário de um Banana: Arrasa ou Baza!      |
| 17     | Diary of a Wimpy Kid: Diper Överlode  | Diário de um Banana: Fräwda Megaxeia      | O Diário de um Banana: Frauda Xeia          |
| 18     | Diary of a Wimpy Kid: No Brainer      | Diário de um Banana: Cabeça Oca           | O Diário de Um Banana: Fritar a Pipoca      |
| 19     | Diary of a Wimpy Kid: Hot Mess        | Diário de um Banana: Baita Lambança       | O Diário de um Banana: Baita Lanbança       |

## Especiais
| EUA                                                          | Brasil                                        | Portugal                                          |
| ------------------------------------------------------------ | --------------------------------------------- | ------------------------------------------------- |
| Diary of a Wimpy Kid: Do-it-Yourself                         | Diário de um Banana: Faça Você Mesmo          | O Diário de um Banana: ... e o Meu                |
| The Wimpy Kid Movie Diary                                    | Diário de um Banana: O Livro do Filme         | O Diário de um Banana: ... e o Filme              |
| Diary of an Awesome Friendly Kid: Rowley Jefferson’s Journal | Diário de Rowley: Um Garoto Supimpa           | O Diário do Rowley: Um Miúdo Incrível             |
| Rowley Jefferson's Awesome Friendly Adventure                | Rowley Apresenta Uma Aventura Supimpa         | O Rowley Apresenta Uma Aventura Supimpa           |
| Rowley Jefferson's Awesome Friendly Spooky Stories           | Rowley Apresenta Histórias Supimpas de Terror | O Rowley Apresenta Histórias Supimpas de Arrepiar |

## Informações dos Livros
- O primeiro livro é sobre o primeiro ano de Greg e Rowley na escola preparatória, mas quando Rowley tem mais popularidade do que Greg, Greg tira partido disso e estraga a amizade deles. Então Greg vai ter que tentar voltar a ser amigo de Rowley.
- O segundo livro é sobre a relação entre Greg e Rodrick, e o concurso de talentos da escola.
- O terceiro livro é sobre um conflito entre Greg e o seu pai Frank, e sobre Holly Hills que é uma das garotas mais populares e bonitas da escola inteira.
- O quarto livro é sobre as horríveis férias de verão de Greg.
- O quinto livro é sobre a amizade de Greg e Rowley, sobre a sua bisavó Gammie, puberdade e o casamento do seu tio Gary.
- O sexto livro é sobre a família Heffley está enfrentando uma avalanche extrema e Greg tem que ficar com sua família e lutar para não se tornar claustrofóbico.
- O sétimo livro é sobre Greg, Rowley e o Dia dos Namorados. Solteiros, procuram uma garota para irem ao baile de Dia dos Namorados do seu colégio.
- O oitavo livro é sobre a solidão de Greg depois que Rowley começou a namorar, e também sobre a família de sua mãe que se reencontra em um feriado de Páscoa, depois de anos separados devido uma briga de herança. Uma "Maré de Azar", como o nome do livro já diz, invade a vida do banana.
- O nono livro é sobre a grande viagem de carro de Greg na mini van do pai e o confronto contra o sr. Barbudão.
- O décimo livro é sobre como Greg tem que se virar quando todos na cidade resolvem dar um tempo dos aparelhos eletrônicos e ele se vê obrigado a enfrentar o dia-a-dia à moda antiga e passar uma semana em um acampamento com seus colegas de turma.
- O décimo primeiro livro é sobre o auto-conhecimento de Greg e sobre o que o torna diferente dos outros.
- O décimo segundo é sobre a desastrosa viagem de avião para uma ilha tropical.
- O decimo terceiro livro é sobre as desaventuras de inverno que Greg e seus amigos enfrentaram.
- O décimo quarto livro é sobre a reforma na casa de Greg, e os problemas que eles tiveram que enfrentar.
- O décimo quinto livro é sobre as férias da família Heffley em um acampamento, após os eventos do livro anterior.
- O décimo sexto livro é sobre o dia em que Greg entra para uma equipe de basquete e os apuros que ela passa tentando ganhar uma partida.
- O décimo sétimo livro é sobre a banda de Rodrick se preparando para uma competição tendo Greg como ajudante.
- O décimo oitavo livro é sobre Greg tentando salvar sua escola de ser fechada para continuar estudando com Rowley.

## Personagens
- Gregory Heffley ou Greg é um menino norte-americano. Preocupa-se muito em ser popular em sua escola. Na escola não possui muitos amigos, mas tem Rowley Jefferson, seu melhor amigo. Gosta muito de vídeo games , quadrinhos  e também é  muito zoado por ter um diário.
- Rowley Jefferson é o melhor amigo de Greg. Apesar de Rowley não ser muito inteligente, está sempre disposto a ajudar Greg em seus planos.
- Rodrick Heffley é o irmão mais velho de Greg. É um adolescente rebelde que gosta de atormentá-lo e faz parte de uma banda de heavy metal, chamada "Fräwda Xeia"
- Manny Heffley é o irmão mais novo, cuja idade, local de nascença e até espécie são fatos desconhecidos. O caçula é super protegido e mimado pelos pais e nunca é castigado seja o que for que tenha feito. Manny também é um grande fofoqueiro, conta tudo o que Greg faz para os seus pais. Também costuma colocar a culpa de suas travessuras em Greg.
- Frank Heffley é o pai de Greg, Rodrick e Manny. Ele odeia videogames, rock and roll e adolescentes.
- Susan Heffley é a mãe de Greg. Ela é do tipo "mãe-pata", sempre querendo o bem dos seus filhos, mesmo às vezes envergonhando-os na frente de todos. Susan gosta de todos os gêneros de música, inclusive o heavy metal de Rodrick.
- Holly Hills, é uma garota que Greg tenta conquistar várias vezes, embora ela já tenha se mostrado mais interessada em Rowley. Holly já confundiu Greg com Fregley no livro e no filme , deixando-o triste e até um pouco perturbado. Mas no filme Holly parece ter mais amizade com Greg.
- Fregley é uma criança com um comportamento estranho, sendo por isso rejeitado na escola. Ele normalmente fica no seu quintal, fazendo coisas estranhas como mostrar a crosta do umbigo pra todos. Não pode comer açúcar, senão fica louco e já imobilizou Greg na Equipe de Luta no livro e no filme.
- Chirag Gupta, é um amigo "baixinho" de Greg e Rowley. Ele aparece mais no filme do que nos livros.
- Tio Charlie, segundo Greg, é quem lhe pode dar de presente qualquer coisa que peça, apesar de nas vezes em que apareceu nos livros, tenha decepcionado Greg.
- Patty Farrel é uma garota Norte-americana. Sempre se sobressai na escola. Gosta de natação, exercício, futebol e outros esportes, não gosta nem um pouco de Greg por que quando eram pequenos Greg chamava ela de gordinha no jardim de infância, sempre quer ser melhor que o Greg em tudo e adora humilha-lo. Já bateu em Greg varias vezes e por isso Greg sente muita raiva dela.
- Angie é uma amiga que Greg e Rowley conhecem na escola, ela aparece só no filme, e dá muitos conselhos aos dois. Greg não se dá muito bem com ela pois ela apoia muito Rowley , o que Greg não gosta, mas no final eles se dão bem.
- Gammie Heffley é a bisavó de Greg, ela aparece em A Verdade Nua e Crua, e discute com Greg sobre a puberdade, as vezes a família Heffley se reúne na casa de Gammie, que está sempre tentando atrair as pessoas da família para sua casa.
- Abigail Brown é uma menina que aparece somente em Segurando Vela e Maré de Azar, ela namora Rowley depois de ser traída pelo seu ex-namorado, em um dos livros em que aparece, Greg usa Rowley para atrair Abigail, e assim Greg e Abigail saírem para o Baile de Namorados organizado pela escola. Mas muitas coisas dão errado.
- Sr. Nern, é o presidente do Clube de Jogos de Tabuleiro da escola, em um dos livros, ele joga xadrez com Greg.
- Sr. Barbudão, aparece em um dos livros e arranja muita confusão com Greg e sua família.
- Erick Glick é um garoto mais velho que Greg que distribui trabalhos já feitos ilegalmente na escola, junto com seus comparsas. Greg se mete em confusão com ele.
- Heather Hills é a irmã mais velha de Holly Hills, ela é muito rebelde, e sai várias vezes na semana para ir a shows e baladas.
- Tio Larry Apesar de não ser tio de Greg, aparece em todos os encontros da família na casa de Gammie.
- Tia Gretchen é a tia de Greg e irmã mais nova de Susan. Ela tem dois filhos gêmeos que são malcriados e possui vários animais.
- Georgia é uma menina mais nova que Greg com um dente mole na frente que não arranca há anos. Todos da família tentam convence-la a arranca-lo, mas ela se recusa.
- Irmãos Mingo são uma gangue que ocupa um bosque e que Greg tem que enfrentar, após começarem a fazer obras na rua de sua vó.
- Tio Gary é o tio de Greg. Ele é um cara desempregado e já se casou várias vezes.
- Tia Cakey é a tia de Greg e irmã mais velha de Susan. Ela nunca se casou e não gosta de crianças.
- Tia Verônica é a tia de Greg. Greg e a família não veem ela há cinco anos e sempre aparece por videoconferência.
- Tia Audra é a tia de Greg. Ela é a pessoa que acredita em bola de cristal e horóscopo e sempre se consulta com uma vidente.
- Darlene era a namorada do avô de Greg. Ela apareceu pela primeira e última vez em Maré de Azar. Em Bons Tempos é revelado que ela terminou o relacionamento.
- Tio Cecil é o tio de Greg. O curioso é que ele não é um adulto e sim é uma criança.

## Prémios e Indicações
| Prêmio                                    | Categoria      | Resultado |
| ----------------------------------------- | -------------- | --------- |
| #1 New York Times Best Seller (114 weeks) |                | Venceu    |
| Nickelodeon Kids' Choice Awards 2008      | Livro Favorito | Venceu    |
| Nickelodeon Kids' Choice Awards 2009      | Livro Favorito | Indicado  |
| ALA Notable Book                          |                | Venceu    |
| 2010 Nickelodeon Kids' Choice Awards      | Livro Favorito | Venceu    |
| 2010 Most Favorite Book Around the World  |                | Venceu    |
| Nickelodeon Kids' Choice Awards 2011      | Livro Favorito | Venceu    |
| Nickelodeon Kids' Choice Awards 2012      | Livro Favorito | Venceu    |
| Nickelodeon Kids' Choice Awards 2013      | Livro Favorito | Indicado  |
| Nickelodeon Kids' Choice Awards 2014      | Livro Favorito | Venceu    |
| Nickelodeon Kids' Choice Awards 2015      | Livro Favorito | Venceu    |
| Nickelodeon Kids' Choice Awards 2016      | Livro Favorito | Venceu    |